# Robert W. Brooks
 (juillet 2016).
Si vous disposez d'ouvrages ou d'articles de référence ou si vous connaissez des sites web de qualité traitant du thème abordé ici, merci de compléter l'article en donnant les références utiles à sa vérifiabilité et en les liant à la section « Notes et références ».
Pour les articles homonymes, voir Brooks.
Cet article possède un paronyme, voir Robert Brooks.
Robert Wolfe Brooks, né à Washington le 16 septembre 1952 et mort à Montréal le 5 septembre 2002, est un mathématicien connu pour son travail sur la géométrie spectrale, les surfaces de Riemann, l'optimisation de cercles et la géométrie différentielle.

## Biographie
Ami d'Alfred P. Sloan, il a travaillé à l'université du Maryland de 1979 à 1984, puis à l'université du Sud de la Californie et, à partir de 1995, au Technion à Haïfa.

## Travaux
Dans un journal influent, Brooks a prouvé que la cohomologie limitée d'un espace topologique est isomorphe à la cohomologie limitée de son groupe fondamental.

## Œuvres
- (en) Robert Brooks, Riemann surfaces and related topics : Proceedings of the 1978 Stony Brook Conference (State Univ. New York, Stony Brook, N.Y., 1978), Princeton, N.J., Princeton Univ. Press, 1981, 53–63 p. (MR 0624804), Some remarks on bounded cohomology
- Form in Topology, The Magicians of Form, édité par Robert M. Weiss, Laurelhurst Publications, 2003.